# Changyuraptor
Changyuraptor là một chi khủng long "bốn cánh" trong họ Dromaeosauridae. Nó được biết đến từ một mẫu vật hóa thạch duy nhất đại diện cho loài Changyuraptor yangi, sống vào thời kỳ Creta muộn (125 triệu năm trước) tại Liêu Ninh, Trung Quốc. C. yangi thuộc một nhóm theropoda gọi là Microraptoria.